# Campeonato de Wimbledon 1904
La edición 28.º del Campeonato de Wimbledon se celebró entre el 20 de junio y el 29 de junio de 1904 en las pistas del All England Lawn Tennis and Croquet Club de Wimbledon, Londres, Inglaterra.
El cuadro individual masculino lo iniciaron 62 jugadores mientras que el femenino lo iniciaron 45 tenistas.

## Hechos destacados
En la competición individual masculina se impuso el británico Lawrence Doherty logrando el tercer título que obtendría en el torneo al imponerse en la final al británico Frank Riseley.
En la competición individual femenina la victoria fue para la británica Dorothea Douglass logrando el segundo título que obtendría en Wimbledon al imponerse a la británica Charlotte Cooper.

## Palmarés
| Seniors              | Vencedor                        | Resultado     | Finalista                  | Finalista |
| -------------------- | ------------------------------- | ------------- | -------------------------- | --------- |
| Individual masculino | Lawrence Doherty                | 6–1, 7–5, 8–6 | Frank Riseley              |           |
| Individual femenino  | Dorothea Douglass               | 6–0, 6–3      | Charlotte Cooper           |           |
| Dobles masculino     | Reginald Doherty Laurie Doherty | 6–1, 6–2, 6–4 | Sydney Smith Frank Riseley |           |

## Cuadros Finales

### Torneo individual  femenino
| Predecesor: 1903                                       | Campeonato de Wimbledon 1904 | Sucesor: 1905                                       |
| Predecesor: Campeonato nacional de Estados Unidos 1903 | Grand Slam 1904              | Sucesor: Campeonato nacional de Estados Unidos 1904 |

- Datos: Q2119724